# Codigoro
Codigoro (Codgòr in dialetto ferrarese) è un comune italiano di 10 959 abitanti della provincia di Ferrara in Emilia-Romagna. Ha fatto parte dell'Unione Delta del Po, fino alla sua soppressione. Il Comune di Codigoro fa ora parte dell’Unione dei Comuni delle Terre del Delta.

## Geografia fisica

### Territorio
Il comune di Codigoro si estende nella parte più orientale della provincia ferrarese nel Parco regionale del Delta del Po dell'Emilia-Romagna. Ultima propaggine ad est della Pianura Padana, si colloca tra le Valli di Comacchio e la costa del Mare Adriatico, rappresentando, insieme a Comacchio e Goro, uno dei tre soli comuni costieri della regione storica d'Emilia. È attraversato, in direzione ovest-est e fino alla foce, dal Po di Volano. Il territorio, che fino agli anni sessanta del secolo scorso era caratterizzato da ampie distese palustri che nel corso del tempo sono state completamente bonificate - salvo i pochi ettari rimasti delle Valli di Caneviè e di Porticino -, è attraversato da una fitta rete di canali un tempo in parte navigabili, per l'irrigazione e lo scolo dei vastissimi campi coltivati intensivamente. Sono tuttavia ancora presenti tracce residuali di boschi e pinete dell'antico apparato deltizio padano.

### Clima
| Codigoro              | Mesi   | Mesi   | Mesi   | Mesi   | Mesi   | Mesi   | Mesi   | Mesi   | Mesi   | Mesi   | Mesi   | Mesi   | Stagioni | Stagioni | Stagioni | Stagioni | Anno |
| Codigoro              | Gen    | Feb    | Mar    | Apr    | Mag    | Giu    | Lug    | Ago    | Set    | Ott    | Nov    | Dic    | Inv      | Pri      | Est      | Aut      | Anno |
| --------------------- | ------ | ------ | ------ | ------ | ------ | ------ | ------ | ------ | ------ | ------ | ------ | ------ | -------- | -------- | -------- | -------- | ---- |
| T. max. media (°C)    | 4,9    | 8,6    | 13,1   | 17,8   | 22,5   | 26,7   | 28,7   | 27,7   | 24,2   | 18,5   | 11,4   | 5,7    | 6,4      | 17,8     | 27,7     | 18,0     | 17,5 |
| T. min. media (°C)    | −0,7   | 1,3    | 4,1    | 8,0    | 12,6   | 16,3   | 18,2   | 18,1   | 14,9   | 9,8    | 5,1    | 0,3    | 0,3      | 8,2      | 17,5     | 9,9      | 9,0  |
| Precipitazioni (mm)   | 42     | 28     | 31     | 41     | 62     | 46     | 47     | 56     | 46     | 46     | 69     | 44     | 114      | 134      | 149      | 161      | 558  |
| Giorni di pioggia     | 7      | 5      | 6      | 7      | 7      | 5      | 5      | 6      | 4      | 6      | 8      | 6      | 18       | 20       | 16       | 18       | 72   |
| Vento (direzione-m/s) | NW 4,3 | NW 4,7 | NW 5,0 | NW 5,0 | NW 5,5 | NW 4,8 | NW 5,1 | NW 4,6 | NW 4,4 | NW 4,2 | NW 4,9 | NW 4,7 | 4,6      | 5,2      | 4,8      | 4,5      | 4,8  |

- Classificazione climatica: zona E, 2523 GR/G

## Storia

### Dalla fondazione al XIX secolo
La tesi che l'originario toponimo di Codigoro fosse "Neroma" è confutata da Antonio Frizzi nella sua Memorie per la storia di Ferrara, posizionando l'ipotetica località molto più vicina alle odierne Valli di Comacchio, desumendolo dalle distanze ricavate dalla Tabula Peutingeriana e Antonina. Anche la località Corniculani si può calcolare al massimo vicina a Mezzogoro.
Il nome deriva da Gaurus, l'allora Po di Goro, un territorio che era all'inizio di una biforcazione di rami del fiume: Caput Gauri.
Nel latino volgare troviamo il termine Caput gauri in alcuni documenti pomposiani del 1243. Medium gauri è divenuta poi Mezzogoro.
La storia di Codigoro la si fa ricondurre al VI/VII secolo quando una comunità di monaci benedettini si insedia nel territorio dell'attuale Pomposa che allora era posizionato su un isolotto bagnato dal Mare Adriatico e dai rami del Po di Volano e del Po di Goro. È in questi anni che prende avvio la costruzione dell'Abbazia di Pomposa la quale diede risalto a Codigoro e al suo territorio il quale acquisì maggiore rilevanza grazie ai redditizi terreni agricoli e all'istituzione del Palazzo del Vescovo il quale concentrava su di sé il governo politico e commerciale fino all'assorbimento di Codigoro da parte dell'Esarcato di Ravenna al quale prenderà parte sino all'anno 1000.
Verso il 1150 hanno inizio le pressioni per il controllo sul territorio da parte degli Este, signori di Ferrara, ma sono anche gli anni che vedono la fine della prosperità di Codigoro a causa della Rotta di Ficarolo, avvenuta nel 1152, a causa della quale il corso fluviale del Po si spostò a nord prosciugando le acque del Volano fino all'abbandono dell'Abbazia di Pomposa e di Codigoro dai monaci benedettini. Hanno inizio quindi le opere di bonifica del territorio, iniziate nel 1464 e terminate nel 1580, promosse dai duca d'Este e che riuscirono, anche se in piccola parte, a rendere più vivibile il territorio codigorese.
Successivamente, dal 1600 al 1604, infatti la Repubblica di Venezia attuò una modifica al flusso del Po di Levante facendolo sboccare più a sud in territorio ferrarese rendendo così vane le opere idrauliche portate a compimento dagli Este. Le opere di bonifica ripresero nel 1598, quando Ferrara passò sotto il dominio dello Stato della Chiesa, e proseguirono sino alla metà dell'Ottocento, quando vennero costruiti i primi impianti idrovori e venne attuata la bonifica del circondario Polesine di Ferrara.

### Secoli XX e XXI
Nel 1899 la "Società Anonima Codigoro", proprietaria di grandi estensioni terriere in Romagna, è tra le fondatrici dell'azienda saccarifera genovese Eridania.

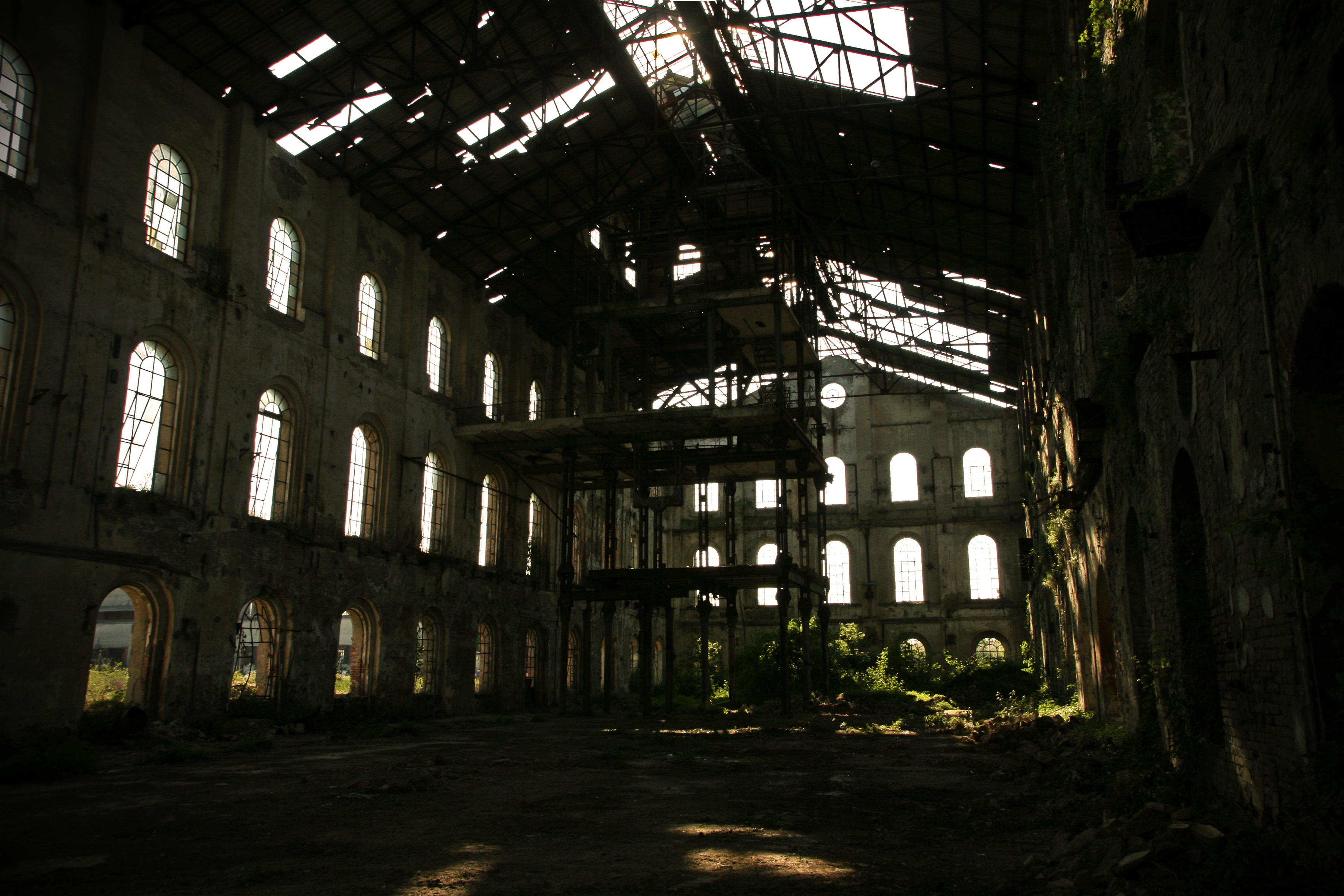
Zuccherificio dismesso, veduta dell'interno. Viene considerato archeologia industriale

 Nello stesso anno viene inaugurato a Codigoro il primo stabilimento per la raffinazione industriale dello zucchero.

### Simboli
Lo stemma e il gonfalone sono stati concessi con DPR del 9 maggio 1997.
Il gonfalone è un drappo rettangolare di bianco.

## Monumenti e luoghi d'interesse

### Architetture religiose
- Abbazia di Pomposa. Rappresenta uno dei monumenti religiosi più importanti del Nord Italia, eretta nel IX secolo su una fondazione longobarda preesistente e dimora dei Benedettini.
- Duomo di San Martino Vescovo.
- Chiesa dei Santi Pietro e Paolo Apostoli nella frazione di Mezzogoro.
- Sant'Eurosia, ora Auditorium Sant'Eurosia, ex oratorio Corte Vecchia.

### Architetture civili

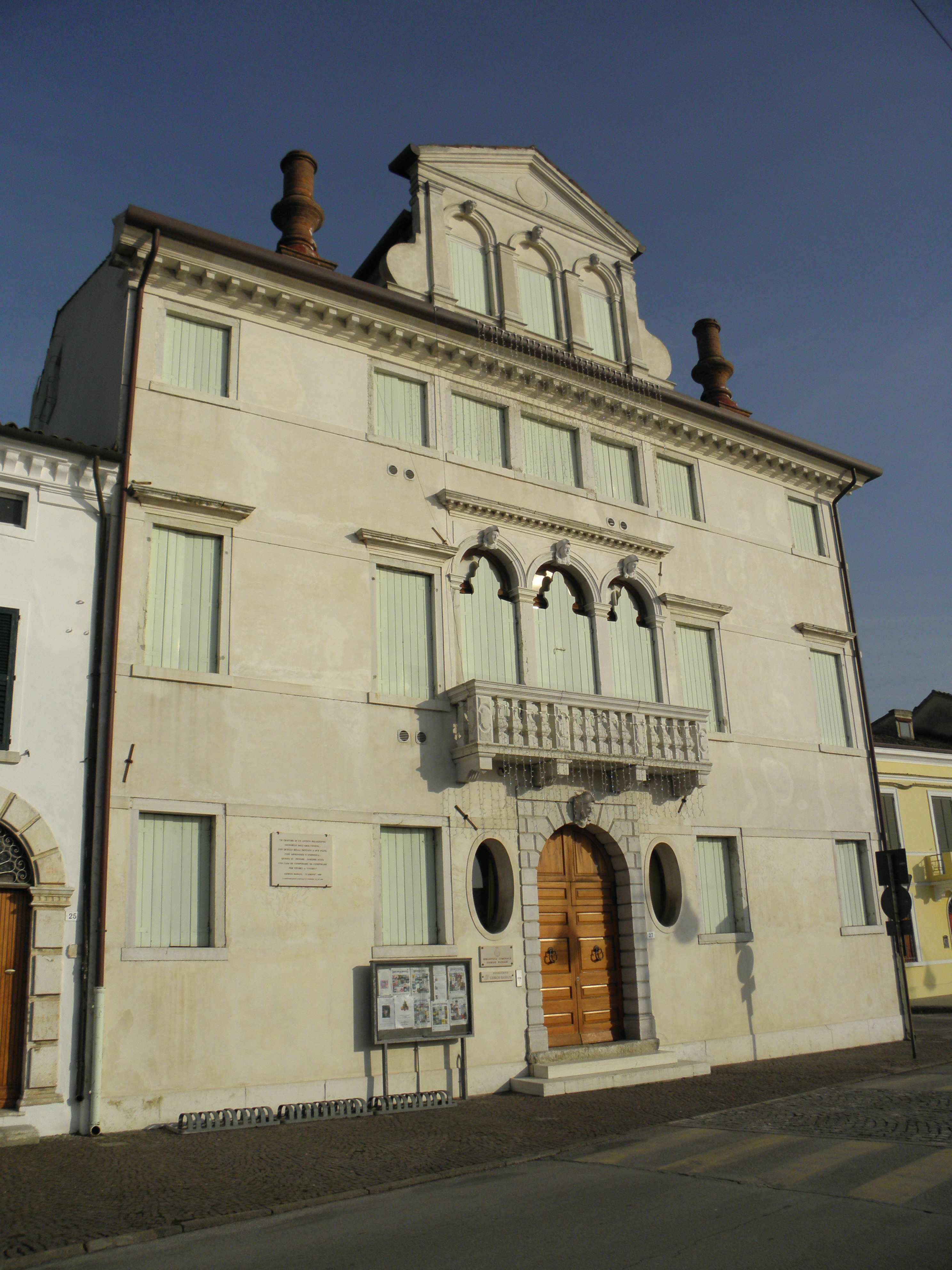
Palazzo del Vescovo, costruito per volere dei Benedettini, l'edificio rappresentava la sede amministrativa di Codigoro e Pomposa.

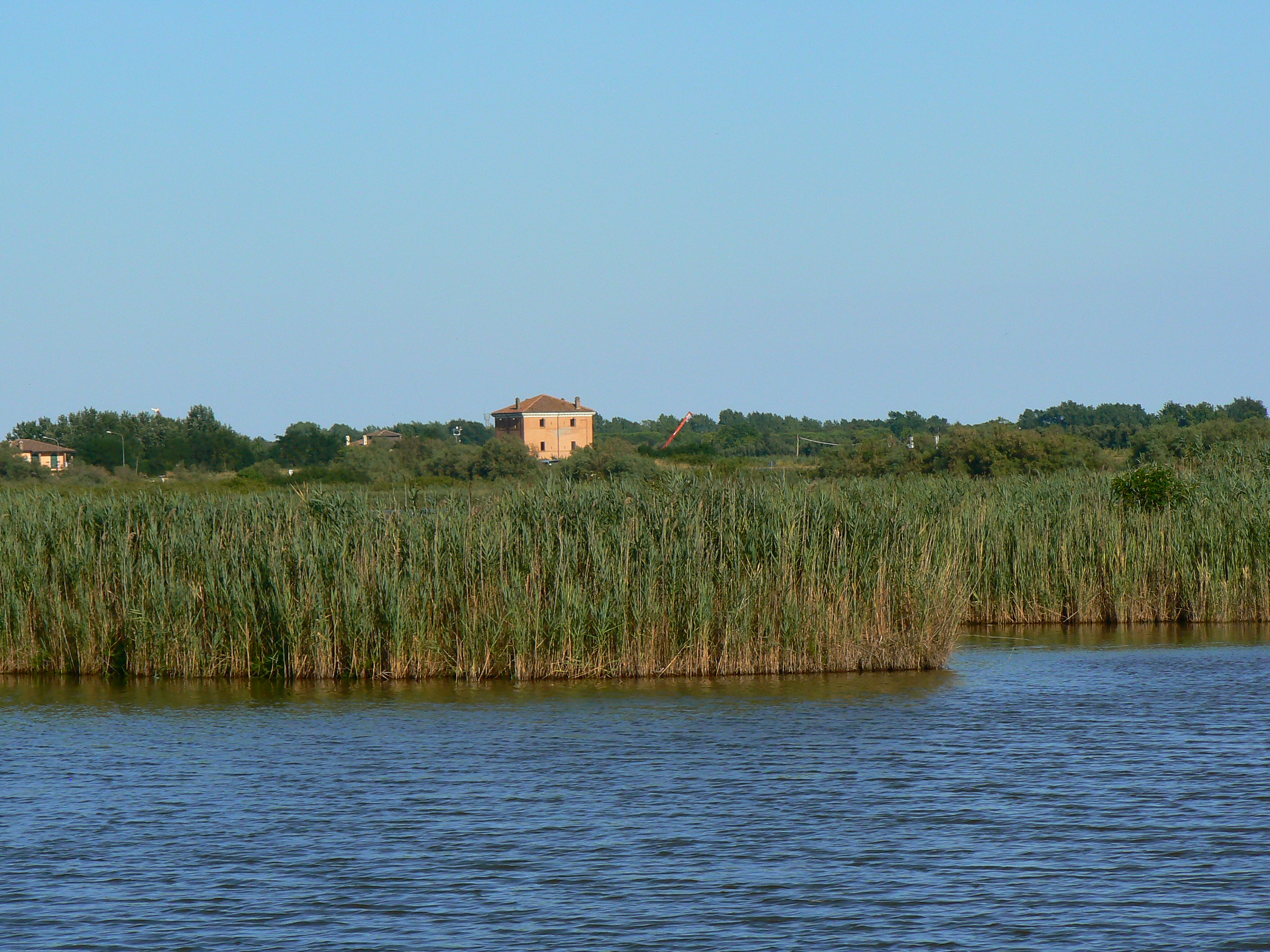
La torre della Finanza vista dall'oasi di Porticino.

- Palazzo del Vescovo: costruito per volere dei Benedettini, l'edificio rappresentava la sede amministrativa di Codigoro e Pomposa. Anticamente denominato Domus Dominicata il palazzo fu oggetto di restauro in stile veneziano nel 1732 e ceduto al vescovo di Comacchio da cui oggi ne deriva il nome. Oggi ospita la biblioteca comunale Giorgio Bassani ed è sede di manifestazioni culturali.
- Torre della Finanza: fu realizzata durante i primi anni del Settecento per controllare le rotte commerciali sulle sponde del Po di Volano. Fu fatta erigere dal Governo Pontificio ma, a causa della continua erosione della costa su cui si ergeva, la costruzione venne completamente distrutta durante una mareggiata nel 1729. Fu ricostruita a cominciare dal 1739 ed ultimata nel 1741 per essere adibita a caserma della Guardia di Finanza fino ai primi anni del Novecento.
- Chiavica dell’Agrifoglio: struttura sita sulla sinistra idraulica del Po di Volano, poco ad est della celebre Abbazia di Pomposa, è visibile dalla strada che dalla statale Romea conduce alla frazione di Volano. Eretta nel XVII secolo, fu ampliata nel secolo successivo e serviva a trasferire le acque del territorio pomposiano nel Po di Volano. La metamorfosi del territorio negli ultimi tre secoli, dovuta a cause sia naturali sia artificiali, hanno portato la chiavica ad essere inutilizzabile.

## Società

### Evoluzione demografica
Abitanti censiti

### Etnie e minoranze straniere
Al 31 dicembre 2022 i residenti stranieri sono 982, pari all'8,22% della popolazione.

## Cultura

### Letteratura
A Codigoro Giorgio Bassani ha ambientato gran parte del suo romanzo L'airone (1968).

## Infrastrutture e trasporti

### Ferrovie
La stazione di Codigoro costituisce la stazione terminale della linea proveniente da Ferrara. Dalla stazione si dirama anche il raccordo verso la zona industriale di Pomposa.

## Amministrazione
Di seguito è presentata una tabella relativa alle amministrazioni che si sono succedute in questo comune.
| Periodo         | Periodo         | Primo cittadino      | Partito                                                        | Carica  | Note  |
| --------------- | --------------- | -------------------- | -------------------------------------------------------------- | ------- | ----- |
| 1951            | 1969            | Eros Ronconi         | Partito Comunista Italiano                                     | Sindaco |       |
| 1969            | 1979            | Amelio Martinelli    | Partito Socialista Italiano                                    | Sindaco |       |
| 1979            | 1984            | Carlini Luciano      | Partito Socialista Italiano                                    | Sindaco |       |
| 1984            | 1989            | Riode Finessi        | Partito Socialista Italiano                                    | Sindaco |       |
|                 | 4 novembre 1991 | Evangelino Casellati | Partito Comunista Italiano, Partito Democratico della Sinistra | Sindaco | [ 8 ] |
| 4 novembre 1991 | 7 giugno 1993   | Davide Nardini       | Partito Democratico della Sinistra                             | Sindaco | [ 8 ] |
| 22 giugno 1993  | 28 aprile 1997  | Davide Nardini       | -                                                              | Sindaco | [ 8 ] |
| 28 aprile 1997  | 14 maggio 2001  | Davide Nardini       | lista civica                                                   | Sindaco | [ 8 ] |
| 14 maggio 2001  | 30 maggio 2006  | Enea Pandolfi        | lista civica                                                   | Sindaco | [ 8 ] |
| 30 maggio 2006  | 16 maggio 2011  | Rita Cinti Luciani   | lista civica                                                   | Sindaco | [ 8 ] |
| 16 maggio 2011  | 5 giugno 2016   | Rita Cinti Luciani   | lista civica: Unione per Codigoro                              | Sindaco | [ 8 ] |
| 5 giugno 2016   | in carica       | Alice Zanardi        | lista civica 2016: Insieme per Codigoro 2021: Codigoro 2030    | Sindaco |       |